# AirBaltic
airBaltic — латвійська національна авіакомпанія. Штаб-квартира — в Ризі. airBaltic здійснює пасажирські та вантажні перевезення. Компанія має три базових аеропорти, серед яких основним є Ризький міжнародний аеропорт та два додаткових — Міжнародний аеропорт «Вільнюс» у Литві і Таллінський аеропорт ім. Леннарта Мері в Естонії. Свою базу в аеропорту Таллінна компанія відкрила 1 червня 2010 року.
Акціонерами авіакомпанії є: латвійська держава — 80,05 % акцій.

## Історія

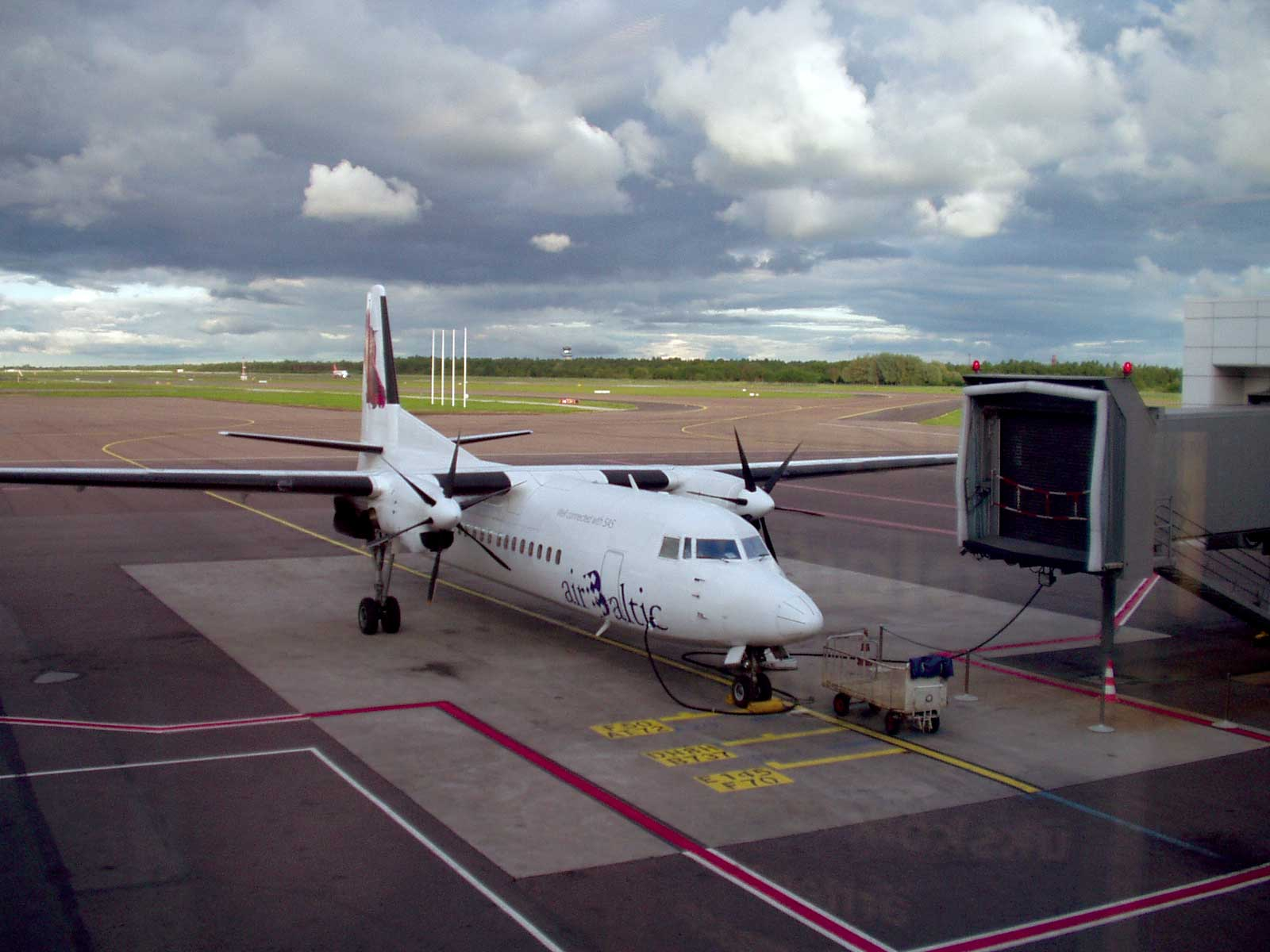
Літак Fokker 50 компанії airBaltic

28 серпня 1995 року був підписаний договір про утворення спільного підприємства airBaltic (AIR BALTIC CORPORATION SIA) для здійснення прямих польотів з Риги. Акціонерами станом на 1995 рік були: Латвійська Республіка — 51 %, авіакомпанія SAS-29 %; Baltic International USA — 8 %; Swedfund International AB — 6 %; інвестиційний фонд «Danish Investment Fund for Central and Eastern Europe». 1 вересня того ж року авіакомпанія почала здійснювати свої польоти на літаку Saab 340. Через кілька місяців, а саме 4 січня 1996 року, флот авіакомпанії поповнився першим AVRO RJ70. У цьому ж році airBaltic вступив в програму SAS EuroBonus. У листопаді 1998 року airBaltic ввів в експлуатацію літак Fokker 50. У червні 1999 року авіакомпанія вирішила відмовитися від маломісних літаків Saab 340 через зростання пасажиропотоку. У вересні 1999 року airBaltic починає діяльність згідно із загальними вимогами Європейської авіації (JAR Ops.).
У червні 2000 року відбулося утворення спільного підприємства airBaltic «Baltic Cargo Center». Компанії SAS та Globe Ground побудували сучасний термінал вантажних перевезень в Ризькому аеропорту; також airBaltic отримав статус особливої прихильності SAS «Well Connected with SAS». У квітні 2003 року airBaltic почала продаж авіаквитків через Інтернет. 24 листопада 2003 року airBaltic поповнив свій флот першим Боїнг 737—500, що дозволило відкрити маршрути на більш далекі відстані від Риги.
1 червня 2004 року після входження балтійських країн у договір «Відкрите небо» airBaltic відкриває нову базу у Вільнюсі, звідки авіакомпанія починає виконувати польоти в різні міста Європи. 27 жовтня airBaltic проводить ребрендинг: новий логотип стає яскравим, сучасним та помітним символом авіакомпанії, підкреслюючи її регіональний статус.
У вересні 2005 року авіакомпанія відновлює польоти між латвійськими містами, перервані 14 років тому, а саме з Риги до Лієпаю. Польоти стали сезонними. 28 листопада 2005 року airBaltic стає офіційним представником Singapore Airlines Cargo у Латвії. У грудні того ж року авіакомпанія обслуговує свого мільйонного пасажира.

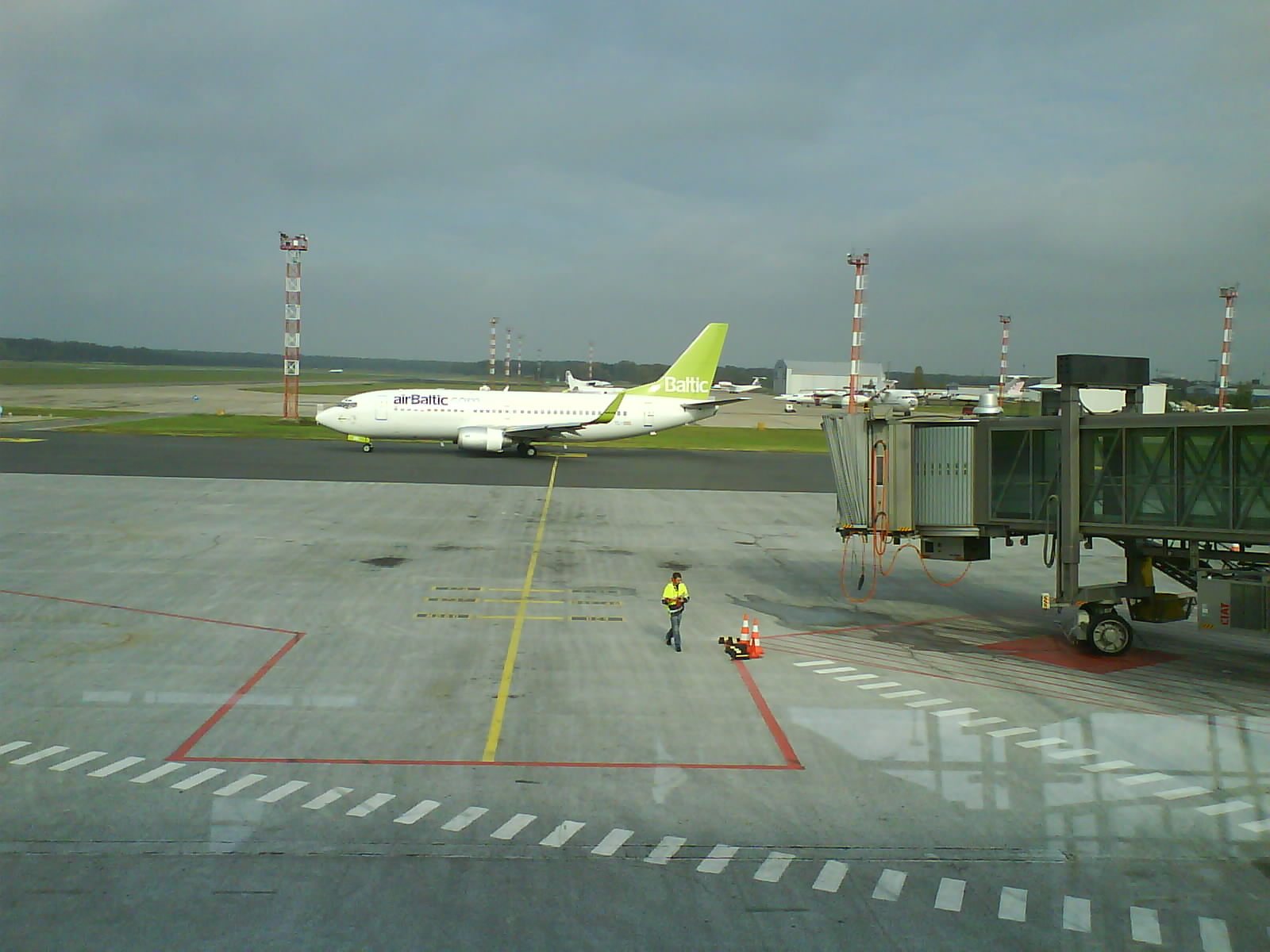
Літак AirBaltic в Ризькому аеропорту

Влітку 2006 року була розширена мережа авіамаршрутів, в тому числі відкритий рейс з російського міста Калінінград в Копенгаген. 18 грудня флот AirBaltic поповнився першим літаком Боїнг 737—300. У 2007 році авіакомпанія зробила маршрут з Риги до Лієпаю регулярним, а також відкрила з останньої перші рейси за кордон: в Копенгаген та Гамбург. Влітку 2007 року авіакомпанія першою в Балтиці ввела послугу купівлі квитків через Інтернет.
У березні 2008 року керівництво AirBaltic повідомило про якнайбільше розширення флоту в Балтійському регіоні, поповнюючи його літаками Bombardier та Боїнг 757. 8 квітня 2008 року авіакомпанія знову розширює свій флот, купивши перші два середньомагістральних літака Боїнг 757—200.
24 березня 2009 року airBaltic офіційно заявив про намір створити однойменну мережу таксі з метою впорядкування ринку цієї настільки важливої сфери послуг та припинити випадки шахрайства таксистів. «Прийшов момент привести в порядок ризький ринок таксі, поки не стало надто пізно і остаточно не зіпсовано враження про ставлення Латвії до своїх туристів», — відзначив виконавчий директор компанії Бертольт Флік.
1 листопада 2009 року airBaltic запустила власну програму заохочення пасажирів — BalticMiles У червні 2010 року airBaltic відкрив перший велопрокат самообслуговування у Балтії. У велопарку BalticBike представлені 100 двоколісних велосипедів, які можна знайти в 11 легко доступних наметах в Ризі та Юрмалі. http://www.balticbike.lv [Архівовано 30 липня 2011 у Wayback Machine.], Станом на травень 2013 року проект прокату є закритий, оскільки договір з муніципалітетом про оренду землі під стоянки був достроково розірваний у березні 2013 року.
У вересні 2011 року airBaltic подав до суду заяву про правовий захист, як пояснив Флік — через те, що держава не погоджувалася на збільшення основного капіталу компанії. У жовтні було підписано угоду про порятунок компанії, що передбачала надання державою кредиту для компанії за умови відкликання заяви про правовий захист в суд та перегляду статуту компанії. Також угода передбачала відставку Б. Фліка та повернення компанії її торгової марки.
У 2014 році першою з авіакомпаній почала приймати оплату в Bitcoin .
6 листопада 2015 року було повідомлено, що Кабінет Міністрів Латвії затвердив план продати 20 % авіакомпанії airBaltic німецькому інвестору Ральфу Дітеру Монтагу-Гірмесу (Ralf Dieter Montag-Girmes) за 52 мільйони євро і погодився інвестувати ще 80 мільйонів євро в авіакомпанію. Спрямована сума 132 мільйони євро для перевізника пійшла на реалізацію його бізнес-плану Horizon 2021 та модернізацію флоту Після закриття «Air Lituanica» та «Estonian Air» відповідно у червні та листопаді 2015 року, вона є поряд з Nordica, однією з двох перевізників у країнах Балтії.
Придбання Bombardier CS300 було вельми очікувано авіакомпанією airBaltic, оскільки цей новий тип літака має замінить літаки компанії Boeing 737—300 та Boeing 737—500. Авіакомпанія отримала два CS300 в 2016 році, шість в 2017, та очікує отримати вісім в 2018 році та ще чотири в 2020 році.
26 вересня 2017 року речник компанії AirBaltic оголосив, що до кінця 2018 року компанія має закупити щонайменше 14 додаткових літака C-серії від Bombardier. Авіакомпанія планує повністю змінити свій флот на літаки серії C на початку 2020-х.

## Флот на лютий 2024 року
| Тип             | Кількість | Замовлено | Пасажирів | Примітки |  |
| Airbus A220-300 | 47        | 33        | 145/148   | Order with 20 options. Launch customer of its type. Three painted in Baltic states livery (Latvia, Estonia and Lithuania). |  |
| Загалом         | 33        | 17        |           | |  |

### Історичний флот
| Тип                       | Виробництво | Списання | Примітки                                                    |
| ------------------------- | ----------- | -------- | ----------------------------------------------------------- |
| Airbus A319-100           | 2013        | 2014     | Орендував та експлуатував Czech Airlines протягом 3 місяців |
| Avro RJ70                 | 1996        | 2005     | Замінено на Boeing 737—500                                  |
| British Aerospace 146—200 | 1995        | 1996     | Орендував на 3 місяці                                       |
| Boeing 757-200            | 2008        | 2014     | Зберігається, працює сезонно                                |
| Fokker 50                 | 1998        | 2013     | Замінено на Bombardier Q400                                 |
| Saab 340                  | 1995        | 1999     | Замінено на Fokker 50                                       |

## Партнери
Код-шерингові угоди укладені з авіакомпаніями:
- Aegean Airlines
- Air France
- Air Malta[17]
- Air Serbia
- Alitalia
- Austrian Airlines
- British Airways
- Brussels Airlines
- Czech Airlines
- Etihad Airways[18]
- Georgian Airways
- Iberia
- KLM
- LOT Polish Airlines
- TAP Air Portugal[19]
- TAROM[20]
- Ukraine International Airlines
- Uzbekistan Airways

## Показники діяльності
Авіакомпанія в 2012 році перевезла 3089 млн пасажирів. У 2009 році було перевезено 2757 млн пасажирів (зростання на 6 %, в 2008 році — 2,590 млн при зростанні на 29 %).